# Johannes Noviforensis
Johannes Noviforensis (sinonímia: Jan de Stfeda; Johannes von Neumarkt, Ioannes de Novoforo, Johannes Noviforensis; Ioannes de Alta Muta; em tcheco: Jan ze Středy; Johann von Olmütz; Johannes Olomucensis) (* Neumarkt, 1310 - † Modřice, Morávia,  24 de Dezembro de 1380), foi um dos primeiros humanistas da Boêmia, terceiro homem mais poderoso e chanceler de Carlos IV, Bispo de Naumburg, Arcebispo de Olmütz, eleitor de Breslau e autor tcheco de expressão latina.  Foi admirador do estilo latino de Petrarca, co-fundador da Universidade Carlos de Praga, e foi muito influenciado pelo patriotismo romano de Cola di Rienzo.  Notabilizou-se pela publicação de dois escritos atribuídos a Santo Agostinho, além de traduzir obras de autores pagãos.

## Biografia
Era de uma família de burgueses alemães, teve excelente educação, há poucos registros sobre a sua infância.  Seus pais se chamavam Nicholas e Margaret, seu irmão mais novo Mathias von Neumarkt († 1 de Abril de 1370), também conhecido como Mathias Noviforensis, e era um monge cisterciense, Bispo de Litomyšl e mais tarde Bispo de Breslau.  Sua irmã mais velha se casou com o juíz da cidade Rudlin (Rudolfus) Royt de Hohenmauth; o filho deles se tornou em 1394 Reitor da Universidade de Praga.  
Johannes Noviforensis provavelmente estudou na Itália, e fez várias visitas a esse país. Nikolaus von Pannwitz, Curador da Catedral de Breslau, e Wolfram von Pannwitz, Burgrave de Glatz, foram seus patrocinadores.  Fez várias viagens na comitiva de Carlos IV.  Foi professor de Johannes von Saaz (1350-1414), também conhecido como Johannes von Tepl, autor da obra  Ackermann aus Böhmen (O Lavrador da Boêmia), que trata de um diálogo entre um aldeão, cuja esposa acabara de morrer, e a morte, onde o aldeão desafia a morte o direito levar a sua esposa. 
Em 16 de Junho de 1340 torna-se Tabelião Público em Münsterberg, nomeado por Bolko II (1308-1368), Duque da Silésia.  Por volta dessa época tornou-se também sacerdote da paróquia de Neumarkt, com a permissão de Preczlaw von Pogarell (1299-1376), bispo de Breslau.
Em 1346 foi chanceler de João da Boêmia, também conhecido como João de Luxemburgo em Breslau.  Na qualidade de chanceler ele era o responsável pela guarda dos documentos oficiais do reino.
Entre 1344 e 1351 foi sacerdote em Neumarkt, perto de Breslau.  Em 16 de Outubro de 1347 foi secretário, Capelão da corte e Notário de Carlos IV em Praga.  Em 7 de Abril de 1348 participa da fundação da Universidade Carlos de Praga.
Em 1350 é sacerdote em Olomouc e em 1351 é nomeado sacerdote para as dioceses de Breslau e Großglogau e no mesmo ano torna-se chanceler de Ana da Bavária (1329-1353).  Em 16 de Fevereiro de 1352 foi nomeado Bispo de Naumburg, com aprovação do Papa Clemente VI, que não concordava com a nomeação de Rudolf von Nebra.  
No período 1353-1380, foi o terceiro homem mais poderoso durante o reino de Carlos IV, como seu chanceler, com breve interrupção entre 1364-1365. Em 9 de Outubro de 1353 foi nomeado Bispo de Litomyšl. cuja confirmação ocorreu somente em 22 de Dezembro de 1353.  Mas devido a suas ocupações como chanceler junto ao Imperador Carlos IV, foi representado durante esse período por Nikolaus von Pilgrams (1385-1460) e por seu irmão Mathias.
Em 12 de Junho de 1364, com o apoio de Carlos IV, o papa Urbano V o nomeia Arcebispo de Olmütz, no lugar do bispo anterior Johann Očko von Wlašim (1292-1380), cargo que passa a ocupar a partir de 23 de Agosto desse ano até 1380.  
Em 1 de Março de 1365 é condecorado e recebe autorização para realizar coroação do rei, privilégio concedido também a seus sucessores até 1918.
Em 1371 participa da fundação do Mosteiro Augustiniano junto com seu amigo Albrecht von Sternberg (1333-1380).
Em 1375 esteve no meio de uma disputa financeira entre os irmãos Jobst da Morávia (1351-1411) e Prokop (1355-1405) com relação ao governo de Brandenburgo.  Esse problema só seria resolvido em 1380 com interferência do arcebispo de Praga, Johann von Jenstein (1347-1400).  Devido a essa disputa e a problemas de saúde Johannes socilitou a sua transferência de Olomouc para Breslau onde em 1380 é eleito Bispo mas morreu antes de assumir o cargo.
Durante muito tempo houve confusão com os nomes de Johannes Noviforensise e o de Johannes von Hohenmauth († 1402) que foi teólogo e reitor da Universidade de Praga, e tratando-se de duas pessoas distintas.

## Humanismo
Johann von Neumarkt teve uma excelente educação, e foi um dos primeiros defensores do humanismo na Boêmia.  fez comunicação e trocou correspondência com humanistas da Itália tais como Cola di Rienzo (1313-1354) e Francesco Petrarca.  Em torno dele formou-se o primeiro círculo de humanistas ao norte dos Alpes.

## Obras
Além das obras mencionadas abaixo, Johannes foi autor de vários poemas e orações em latim e alemão, além de iluminuras.
- Cancellaria
- Summa cancellariae
- Vida de São Jerônimo" (Das Leben des hl. Hieronymus)

### Em Latim
- Cancellaria Joannis Noviforensis episcopi Olomucensis
- Summa cancellariae Caroli IV
- Collectarius perpetuarum formarum
- Rubrica ecclesiae Olomucensis iuxta consuetudinem antiquam
- Reisebrevier Liber viaticus

### Em Alemão
- Buch der Liebkosung" (Livro do Amor)
- Das Leben des heiligen Hieronymus
- Soliloquia